# Mihiel Gilormini
Mihiel « Mike » Gilormini Pacheco (3 août 1918 - 29 janvier 1988) est un officier de l'US Air Force qui a servi dans la Royal Air Force et dans l'US Army Air Forces pendant la Seconde Guerre mondiale. Il fut récipiendaire de la Silver Star, de l'Air Medal avec quatre agrafes et de la Distinguished Flying Cross à 5 reprises. Il fut également cofondateur de la Garde nationale aérienne de Porto Rico avec José Antonio Muñiz et Alberto A. Nido.